# Lus-la-Croix-Haute
Lus-la-Croix-Haute település Franciaországban, Drôme megyében. Lakosainak száma 525 fő (2022. január 1.). Lus-la-Croix-Haute Saint-Julien-en-Beauchêne, Dévoluy, Glandage, Tréminis és Lalley községekkel határos.

## Népesség
A település népességének változása:
| Lakosok száma | 487  | 412  | 428  | 476  | 530  | 549  | 549  | 535  | 528  | 525  |
|               | 1968 | 1982 | 1990 | 2006 | 2013 | 2015 | 2017 | 2019 | 2020 | 2022 |